# 동국통감제강
《동국통감제강》(東國通鑑提綱)은 조선 중기 영남 남인 계열의 문인, 학자인 홍여하(洪汝河)가 기자조선에서부터 남북국 시대까지의 역사를 강목(綱目)의 형식으로 편년 순에 따라 기술한 책이다. 현종 13년(1672년)에 편찬되었다.
서두의 책명은 홍여하의 호인 목재가 붙은 목재가숙동국통감제강(木齋家塾東國通鑑提綱)이다. 남아 있는 책 가운데 표제를 동사제강(東史提綱)으로 적은 것도 있고, 비지문 기록에도 동사제강이라는 표현이 있는 점으로 보아 처음 제목은 동사제강이었던 것으로 추정된다.

## 개요
홍여하의 다른 저술로 고려사에 대한 전문적인 저술 《휘찬여사》와 달리 《동국통감제강》은 장년의 홍여하가 한국사를 정리한 책이다.
제목에서 보이듯 기존의 《동국통감》을 강목체 형식으로 축약하면서, 한걸음 나아가 유교적 정통관, 춘추필법의 서법을 적용하고 이의 일관된 관점에서 상고사를 정리하였다. 유교적 관점에서 유년칭원의 원칙을 일관되게 적용하여 정리하고, 탄망한 것은 아예 서술에서 제외하였다.
《동국통감제강》은 이후 목판본으로 간행되어 널리 유포된다. 안정복의 서문에 따르면 홍여하가 죽은 뒤 그의 후손들이 대대로 지켜오다 113년만에 사우(士友)들에게 교정을 구하고 재물을 거두고 모임을 만들어 전14권으로 판각했고, 홍여하의 현손(玄孫) 석윤(錫胤)이 그 종제인 진사 석주(錫疇)를 통해 안정복에게 책의 서문을 청하였다(안정복 본인도 《동국통감제강》의 교정에 참여했다).
후대에 미친 영향에 있어서도 같은 시기의 다른 사서들을 압도한다.

## 역사관
조선 초기 권근의 《동국사략》에서 나타나는 단군-기자-위만-사군-이부-삼한-삼국으로 이어지는 상고사 서술 체계는 동국통감을 통해 국가 차원에서 공인되었다. 홍여하는 이와 다르게 《동국통감》에서 위만조선을 기자조선의 후계로 쓴 것과는 반대로 기자-마한-신라 정통설을 채택하고 이를 중심으로 상고사 서술 체계를 재편성하였다. 또한 위만에게 쫓겨서 남쪽으로 내려왔다는 기준이 망한 뒤 북쪽의 위만과 남쪽의 마한으로 나뉘었고 마한으로 고조선의 '정통성'이 이어지며, 신라와 백제의 성장으로 마한이 북쪽으로 온 다음에는 기자의 가르침을 제대로 행하지 못하게 되어 자연히 신라로 정통성이 넘어가게 되었음을 부각시키고 있다.
이는 조선 초기 관부를 중심으로 수용되었던 삼국균등 무정통론과는 다른 것으로 고려 말에 도입되었던 주자학이 선 사상계의 주류로 자리잡게 되는 상황과 맞물려 있다.
또한 중국 역대 제왕의 사망 기사, 흥망, 일식 기사 등을 적어 한중 양국의 역사를 같이 기록하는 체제를 갖추었는데 이는 《춘추》의 기술 정신을 잇는 것으로 평가된다. 연대 표기에 있어서 홍여하는 기자-마한-신라 정통설에 입각하여(후술) 마한을 중심으로 연기를 표시하였고, 《삼국사기》에 마한이 온조에 의해 멸망하였다고 서술된 시점인 남해군 4년(한 초시 원년, 서기 8년)까지 마한왕을 중심으로 연대를 표시하고 남해군 5년(신 시건국 1년, 서기 9년) 이후는 중국의 연기를 작은 글씨로 옆에 나란히 앞세우면서 신라의 연기를 큰 글자로 기술하고, 이어 고구려와 백제의 연기를 작은 글씨로 나란히 옆에 적어서 신라가 역사의 정통성을 계승했다는 역사관을 드러냈다. 남해군 5년 이후부터는 신라, 고구려, 백제 각 군주의 칭호를 '왕'으로 표기하고 있다. 이후 신라의 정통성은 고려 태조에 의해 멸망하는 경순왕 8년(후당 청태 2년, 935)까지 이어지는 것으로 보고 있다.

## 지리 인식
《동국통감제강》에서 홍여하는 조선(기자조선)에 선행하는 제국으로 동장, 동진, 숙신, 단군을 설정하였는데, 이는 단군을 정통의 선행 왕조라기보다는 동방국의 하나로 설정한 것이었다. 여기서 숙신은 함주와 길주, 단군조선은 평양에 비정하였다.
홍여하는 기자조선에 대해 단군조선이 은 말기에 나라가 끊어지고 군주가 없으므로 기자가 와서 살면서 기자조선을 세운 것이고, 기자조선의 도읍은 요수를 넘어 평양에 있었으며 멀리 요동까지 영토를 차지하였으나 훗날 연과의 전쟁으로 요양을 경계로 삼게 되었다고 보았다. 또한 평양도 현존하는 평양 하나만을 가리키는 것이 아니라 본래 요양의 옛 이름인데 기자가 도읍을 정하면서 옮겨 칭한 것이고 패수도 대동강으로 옮겨 칭하게 된 것이고, 위만조선의 왕검성도 현재의 평양이 아니라 요동에 있었다고 주장하였다.
홍여하의 이러한 주장은 전통 시대의 평면적인 역사 지리 비정 수준에서 본다면 특이한 주장으로 조선 후기 역사 지리학자들 사이에서 활발하게 거론되고 있었던 지명이동설의 선구적인 주장이다. 기자의 위상을 강조하고 위만을 정통에서 배제하고자 하는 의도였지만, 결과적으로는 기자와 위만의 영역이 요동에까지 미쳤다거나 요동에 고조선의 중심이 있었다는 주장으로 이어졌는데, 이는 당시 조선의 관찬 사서에서는 찾아볼 수 없는 상고기 국가 성장에 대한 독창적인 주장이었다.
위만조선 붕괴 이후 한사군 설치나 삼한의 행방에 있어서 한백겸의 이원적인 역사 발전관을 수용하면서도 진번을 경기, 황해가 아니라 요양에 비정하여 조선 초 권람의 응제시주 이래 상고시기 한국사의 영역을 확대하려는 흐름을 계승한 측면이 있다. 한백겸은 삼한을 한반도 남단에 국한시켰지만, 홍여하는 고구려가 초기에 평양을 장악하지 못한 점에 주목하여 마한 세력이 복귀하여 다시 평양을 확보한 것으로 보았는데, 이는 기자와 마찬가지로 상고기 세력을 고정된 것이 아니라 여러 곳으로 이동했던 것으로 보았다는 점에서 특이한 주장이기도 하다.

## 같이 보기
- 휘찬여사